# ビッグ・テックス
ビッグ・テックス（Big Tex）は、アメリカ合衆国テキサス州ダラスのフェア・パークで毎年開催されるステート・フェア・オブ・テキサスの55-フート (17 m)の像。テキサス州およびダラスの文化的アイコンともなっている。1952年以降、一等地に立っており、恰好の待ち合わせ場所となり、フェアの来場者を出迎えている。
2012年10月19日、フェア最終週、漏電により右足のブーツから発火し、炎は上昇して首の辺りから骨組みが露になった。その後SROアソシエイツとテキサス・シーニックにより復刻され、2013年9月26日に一般公開された。
2020年9月、新型コロナウイルス感染症の世界的流行によるフェアの休止中、マスクを着用していた。

## 歴史

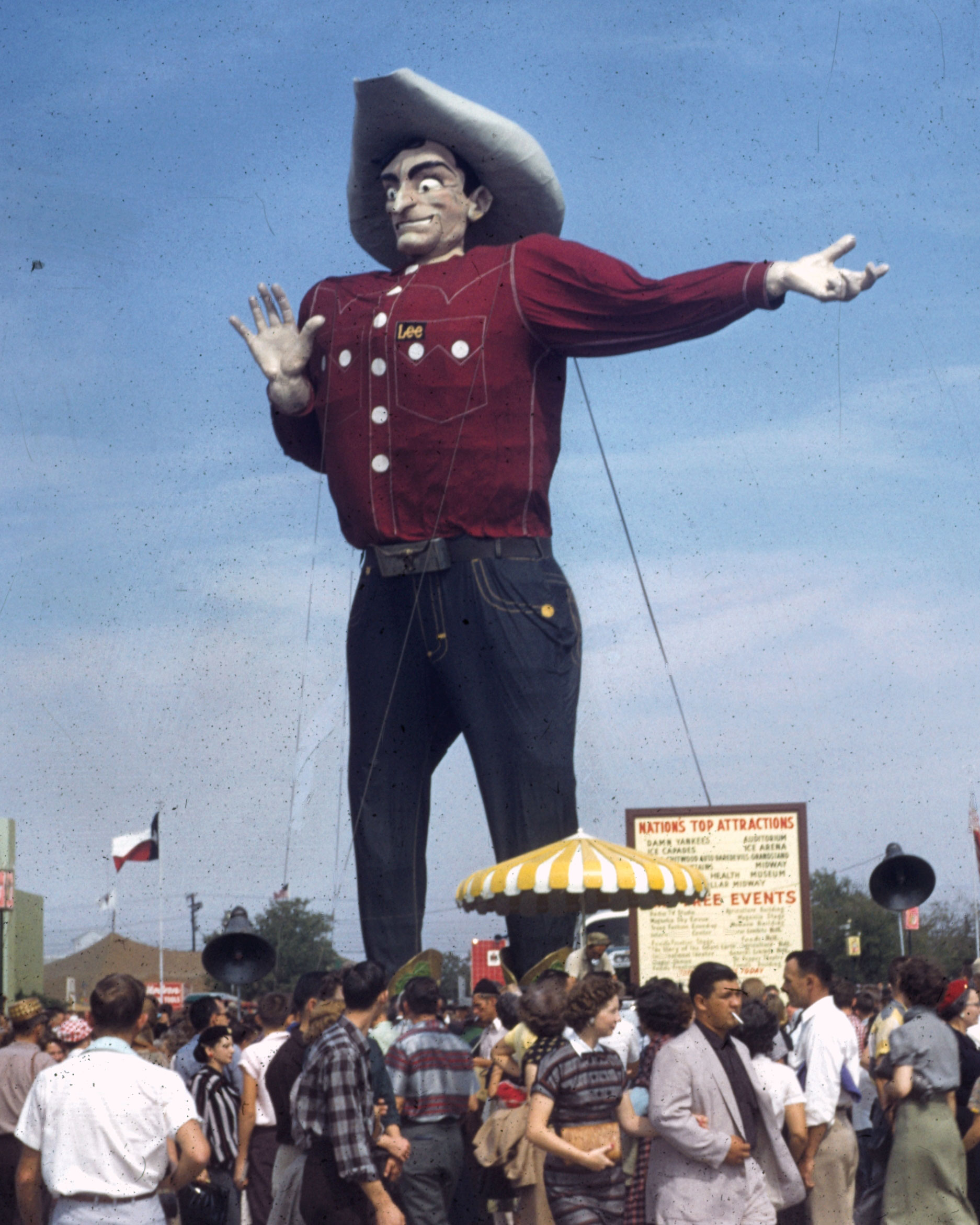
1956年

### 起源
テキサス州ケレンスがビッグ・テックス生誕地として知られているが、元々は鉄パイプや縄などでできた張り子の49フット(15m)のサンタクロースが原型であった。商工会議所の所長ハウェル・ブリスターが街のクリスマスの売上を上げるため世界最高身長のサンタクロースを建てるというアイデアを出し、2年間のクリスマス・シーズンにコルケット通りに建てられ、遠くはイランやオーストラリアのメディアの注目を浴びた。ケレンスの住民オーティス・フランクリン・スパロックとハーディ・メイヨをモデルにし、地元の住民たちにより、骨組みの溶接、体躯の組み立て、衣裳の縫製が行なわれた。
2年経つと飽きられてきたためケレンスは像を売却することにした。1951年、ステート・フェアの会長ロバート・L・ソーントンが750ドルでサンタの構造を購入し、アーティストのジャック・ブリッジズがカウボーイに仕上げて「ビッグ・テックス」と名付けられた。

### 1952年 -  2012年
1952年のフェアにて当時カンザス州ショーニー・ミッションに拠点を置いていたリーから寄付されたデニム・ジーンズと格子柄のシャツを着用した52フット(16m)のカウボーイが初公開された。
ブリッジズは自身の顔写真に加え、牧場主のドック・シモンズ、ウィル・ロジャースの写真を使用して新たな顔を作った。フェアが終了すると、鼻を真っ直ぐにし、ウィンクをやめるなどやや変更された。1953年、頭部に75ワットのスピーカーを搭載し、ブリッジズは顎を動くようにして実際に話しているかのように作り替えた。同年、ダラスの青年会議所会員と共にミネソタ州ミネアポリスで行なわれた会議に出席した。
1955年、再びリーの作成した初の衣裳替えを行なった。フェアの後、アビリン・クリスチャン・カレッジの50周年同窓会に出席するためテキサス州西部に向かった。1956年のフェアにおいて、妹となる高さ12フット(4m)、体長19フット(6m)のプラスチック製ヘレフォード牛のチャンプが登場したが、ビッグ・テックスは主に1人でいることが多かった。1950年代、デザインし直され、紙の張り子からファイバーグラス製となった。当初の頭部は倉庫に収納されていたが、1993年にオークションでダラスの収集家に売却された。

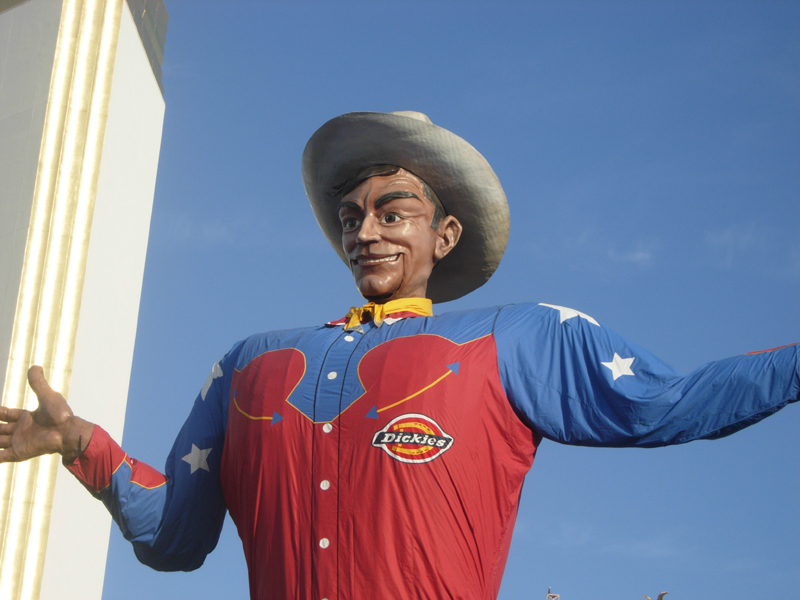
2006年

1961年、フェアは期間中だけでなく常に存在する像の建設を発表したが、結局期間中のみ登場する像のままとなった。1966年、代わりに周辺のビッグ・テックス・サークルをより広く再設計した。
1981年、ケレンス市100周年を記念してビッグ・テックスは生誕地であるケレンスを訪れた。1980年代半ば、様々なイベントに訪問を続けた。
1997年、4,200フィート(1.3km)、6,000パウンド(2,700kg)の鋼棒で骨組みを再建した。新たな骨組みにより、来場者に向けて手を振ることができたが、顔は以前のままであった。3年後、首を動かせるようになり、口も新システムが導入された。
2002年、50周年を迎え、巨大な誕生日ケーキやAARPからのカードが贈られた。ビッグ・テックスも歳を取るということを表現するため、白髪、手や顔に皺が追加された。2012年、フェアはビッグ・テックスの60周年を祝した。

## 破壊および再生

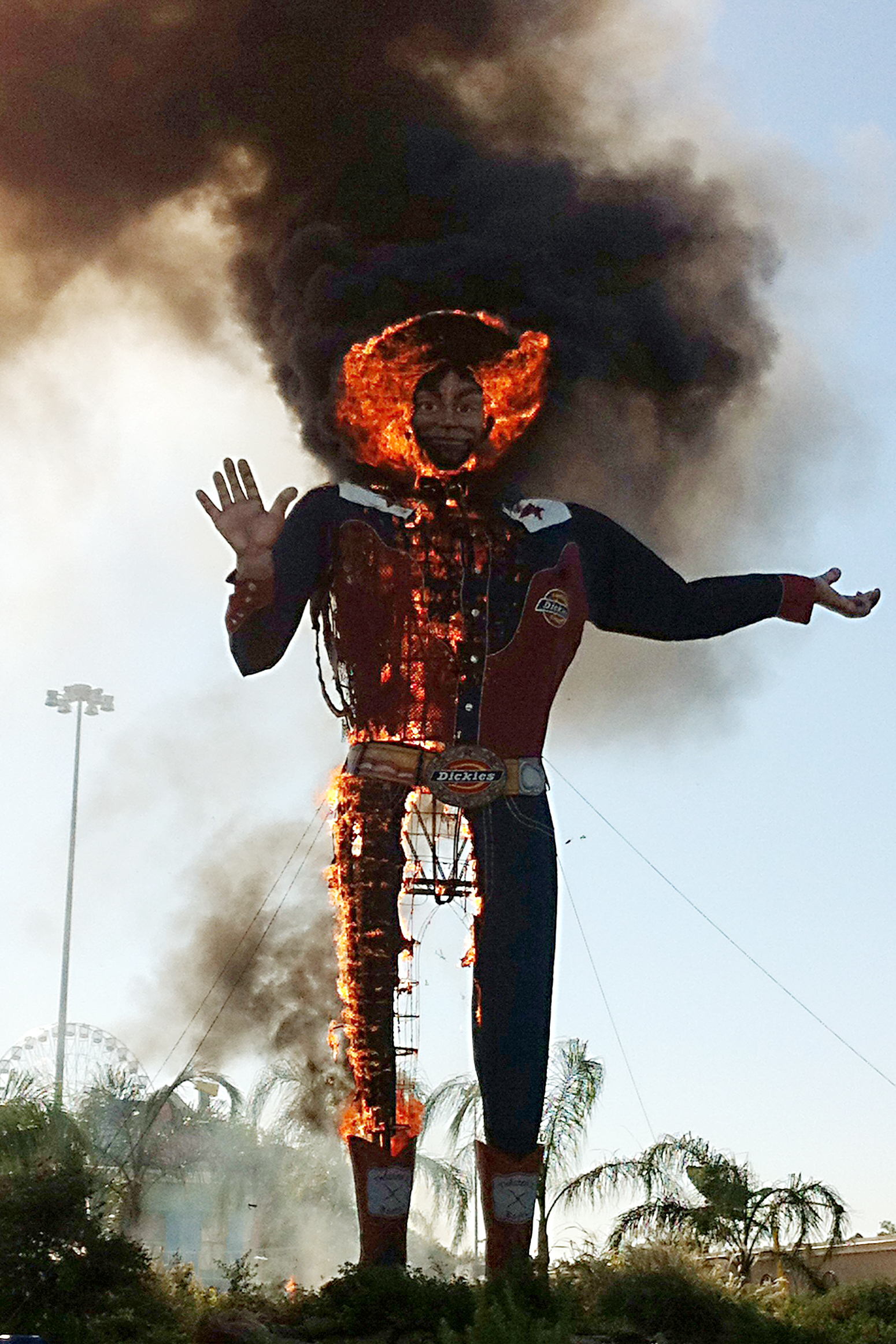
2012年10月19日、火災に遭った。

2012年10月19日の朝、フェア最終週でありビッグ・テックスの60歳の誕生日、骨組みの内側から出火した。来場者が見守る中、数分で服、顔、帽子が全焼した。公式捜査により、右足のブーツの下の固定配線の電気パネルから出火したと判明した。このパネルは服や像を膨らませておくための空気圧縮機の動力源となっていたとされる。
この火災のニュースは全米の注目を集め、フェア関係者らは翌年のフェアにはより大きくより良いビッグ・テックスを再建すると約束した。
2013年、SROアソシエイツとテキサス・シーニックにより50万ドルをかけて秘密裏に制作が行なわれた。新たなビッグ・テックスは前回のものより重さ19,000ポンド (8,618.3 kg)増え、25,000ポンド (11,339.8 kg)となった。これにより、前回必要であったようなワイヤの支えを使わずとも時速100マイル毎時 (160.9 km/h)の風に耐えうるようになった。身長は1ヤード (91.4 cm)高くなり、55フィート (16.8 m)となった。期間中のビッグ・テックス・サークルの場所は、像の拡大に合わせて広くなった。

## 衣服
通常3年ごとにシャツとジーンズを新調しており、近年ではウィリアムソン・ディッキー製造会社(ディッキーズ)がデザインおよび製造している。直近では2022年に新調された。
2013年まで、70号サイズのブーツ、75ガロンの帽子、100 180/181号のナイロンの天幕用布製のシャツ、284W/185L 5Xのディッキーズのジーンズを着用していた。ジーンズだけで重さ65ポンド (29 kg)の72ヤード (66 m)のデニムが使用されている。何年にも亘り、その年のフェアのテーマに沿った飾りが付けられていた。
1961年、ハリケーン・カーラの風で引き剥がされ、1970年、運搬中のトラックからシャツが盗まれ話題になるなど、何年も災難に遭遇している。
2013年に登場した新型はより大きなサイズの衣服が必要であった。14フット(4m)の襟および23フット(7m)の袖の付いた重さ130ポンド (59 kg)のディッキーズのシャツが製造された。天幕素材の布地の重さは100ポンド (45 kg)であった。ウエスト27フット(8m)、股下22フット(7m)、重さ100ポンド (45 kg)の新たなディッキーズのジーンズも製造された。デニムの布地の重さは100ヤード (91 m)であった。

## 声
来場者に向けてフレンドリーでゆっくりした声で「"HOOOOOOWDEEEEE, FOOOOOOLKS!!!"」と呼びかけ、フェア開催中に定期的に告知を行なう。60年以上の間で数名のみが声を担当しており、フェア期間の毎日、「ドッグハウス」と呼ばれるブースから放送している。

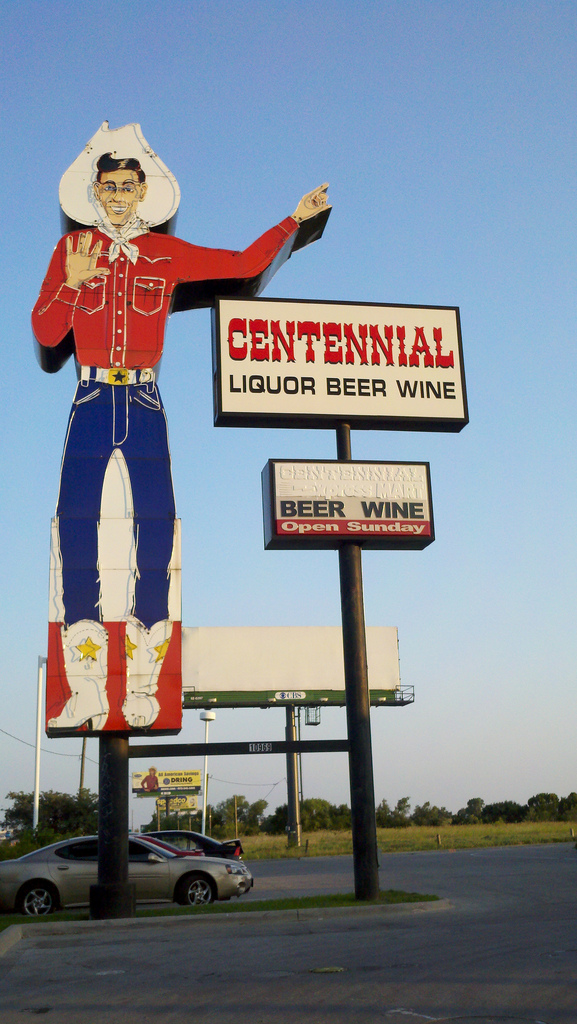
ビッグ・テックスを模した、ダラスにあるセンテニアル・リカ―の看板

WRR FM 101.1のディスクジョッキーであるアル・ジョーンズが最初に声を担当し、3年間務めた。ラジオ・アナウンサーのジム・ロウがビッグ・テックスの声として最もよく知られており、1998年までの39年間務めた。翌年からダン・アレキサンダーが引き継いだ。2001年、コットン・ボウルで全米規模のライヴ・オーディションを行ない、優勝者のソニー・レイ・ストッツがその後を引き継いだ。しかしフェアからの扱いに不満を持ち1年で降板し、翌2002年は準優勝者のビル・ブラッグが引き継いだ。2012年のフェアの後、フェアはブラッグとの契約を更新しなかった。2013年から2019年、ボブ・ボイキンが匿名で声を担当した。
1955年の声はNBCの生放送番組『Wide Wide World』でフェアの紹介がされた際に放送された。

## 雑記
- フェアではビッグ・テックスを広告塔として使用しており、ウェブサイトのドメイン名(www.bigtex.com)にも使用している[5]。
- 1962年の映画『ステート・フェア』はステート・フェア・オブ・テキサスで撮影され、ビッグ・テックスやフェア・パークも登場する。
- 1983年のコミック『"The Uncanny X-Men at the State Fair of Texas"』の表紙に登場する[28]。
- 2004年4月25日、FOXのアニメ『キング・オブ・ザ・ヒル』のエピソード「"Girl, You'll Be a Giant Soon"」に登場した。主人公ハンク・ヒルはステート・フェア・オブ・テキサスでプロパン・バーベキュー・グリルの使用を禁じられて落胆する。ヒルの姪ルアンヌ・プラッターはビッグ・テックスの中を登り、座り込みで抗議する。
- FOXのアニメ『キング・オブ・ザ・ヒル』のエピソード「"How to Fire a Rifle Without Really Trying"」に登場したが「"Howdy"」と言ったのみであった。
- 2005年、ビッグ・テックス・チョイス・アワードを創立し、毎年フェアの出店者間で創作料理コンテストを行なう。トロフィーはアカデミー賞のオスカー像の体を模して肩から上が大き目のビッグ・テックスとなっている。
- ローカルおよびアンダーグラウンドのレコードレーベルのバーニング・テキサン・レコードの名前およびロゴは2012年のビッグ・テックスの火災から着想を得たものである。
- ホラー・カルトの『The Texorcist』のアルバム・ジャケットには火災に遭ったビッグ・テックスが描かれている。
- ビッグ・テックスのイメージやそのアイコン的立ち位置はダラス地区の広告に使用される。
- 2017年4月、PUFFYのアメリカ3都市ツアー公演『"Not Lazy Concert Tour"』の最終地点がダラスであり、ポスターにビッグ・テックスのイメージが使用された。
- 1998年、ダラスのバンドのトリッピング・デイジーは、39年ビッグ・テックスのイメージ声を担当したジム・ロウの引退に敬意を表し「"Jim's Longtime Voice"」を作曲した。
- 1954年にテキサス州コンレンのステーキ・レストランに建てられたカウボーイ像も「ビッグ・テックス」と呼ばれていた[29][30][31]。